# آسمانی ایرانی
آسمانی ایرانی (نام علمی:  Anabasis iranica) نام یک گونه از سرده آسمانی است. جنس یا سردهٔ آسمانی در ایران ۸ گونه گیاه علفی یک ساله و چند ساله دارد. آسمانی ایرانی یکی از ۸ گونهٔ موجود در ایران است.